# Осман I
Осман I (1258—1324) (осм. عثمان غازي — Aŝmâân Ğaazi, тур. I. Osman або Osman Gazi) — правитель бейлика в Малій Азії, засновник Османської імперії. За правління Османа бейлик став незалежним, його кордони були істотно розширені за рахунок територій Візантії в Малій Азії. При Османі склалися основні органи управління.
Він вважається засновником Османської імперії і є родоначальником династії Османів, що проіснували до початку XX століття. При Османі його плем'я було звернуто в іслам, Осман є одним із символів традиції газавату.
Меч Османа є державною реліквією, церемоніальним атрибутом зведення на трон і символом боротьби за віру. Значна частина турецького народу називала себе османами до розпаду Османської імперії.

## Проблема джерел
Проблема вивчення біографії засновників Османської імперії та взагалі історії раннього періоду османського світу полягає у тому, що не збереглися письмові джерела, які б були створенні за життя правителів. З цього приводу відомий англійський тюрколог Колін Імбер висловився так:
|  | Зрозуміло, що жодна з теорій витоків Османської імперії, стара або сучасна, не є безперечною. Так само, майже всі традиційні розповіді про Османа Газі є вигаданими. Найкраще, що може зробити сучасний історик, — це визнати відверто, що найраніша Османська історія — це чорна діра. Будь-яка спроба заповнити цю прогалину призведе просто до створення ще однієї казки. |

Через брак сучасних Осману історичних джерел, про його життя відомо дуже мало фактичної інформації. Немає жодного письмового свідоцтва про його правління. Найдавнішим османським джерелом, що дійшло до нас, вважається Хроніка дому Османів (Тева-ріх-і аль-і Осман) Ашйе Пашею-оглу, розпочата в 1476 році. Першим відомим літописцем імперії був Яхши Факих, батько якого був імамом у Орхана . Яхши Факіхом складена хроніка від Османа до Баязида I (1398—1402 роки), яка називалася «Описи подвигів дому Османів до Йилдирим-хана». Оригінал цієї хроніки не зберігся, однак вважається, що вона майже дослівно увійшла в працю Ашікпашазаде і деяких інших османських істориків. З цього ж тексту почерпнуті відомості про самогл Яхши Факихе.  Ашікпашазаде писав, що він зупинявся в будинку Яхши Факи в 1413 році, і той дав йому свою Історію, з якої Ашікпашазаде «переказав» події.
Джеймс Орудж у своїй праці «Про Османа та його нащадків»:
|  | «Якщо запитати мене, звідки мені відомо про ці події і де я про них дізнався, я пошлюся на очевидця дервіша, який живе зараз в місті Костянтина (Стамбулі). Його звуть Дервіш Ахмед Ашик, мудра людина ста років. Він записав ці події. Але його джерелом був син імама Орхана Газі, Яхши Факіха, який жив до правління Султана Мехмеда, батька Султана Мурада». |

Оскільки історія життя засновника династії вперше була записана в п'ятнадцятому столітті, через півтора століття після його смерті, то до цього часу встигли оформитися усталені міфи й перекази. Дослідники вважають, що відокремити реальність від вигадки в оповіданнях про початковий період османської історії вкрай складно, якщо це взагалі можливо. Наприклад, вище згаданий Колін Імбер вважає, що майже всі розповіді про Османа, наявні в хроніках XV століття, є вигаданими: «Найпростіший текстовий аналіз показує, що майже всі „факти“, про Османі Газі і його послідовників насправді фікція».

## Походження
Ніяких документальних даних про матір Османа не збереглося. Відома американська дослідниця Ентоні Алдерсон вказує, що мати Османа I була, імовірно, туркенею, не називаючи її імені , але традицій матері засновника династії привласнюють ім'я Халіме-хатун. Батьком Османа був легендарний вождь Ертогрул. Немає жодних згадок про нього в хроніках того часу, і існування його як реальної особи підтверджують тільки знайдені монети з написами: «Відкарбована Османом, сином Ертогрула» і «Відкарбована Османом, сином Ертогрула, сином Гюндуз Альпа».

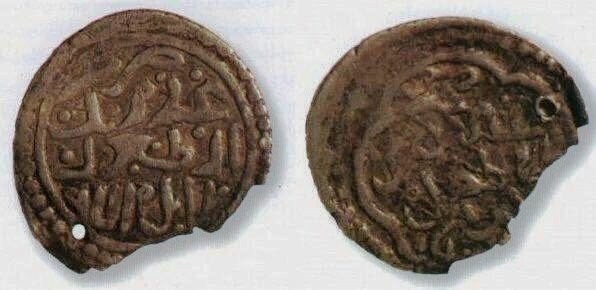
Монета, яка підтверджує існування Ертогрула

Батьком Ертогрула і дідом Османа традиційна застаріла генеалогія називала Сулеймана-шаха, однак на даний момент вважається доведеним, що батьком Ертогрула був Гюндюз Альп . Більш далеких предків Османа простежити неможливо, як пише Джемс Гіббонс: «Ми не можемо встановити родовід Османа» . Через більше ніж сто років, в XV столітті після падіння Константинополя Мехмед II Фатіх перейнявся облагороджуванням походження своїх предків. Одна з складених для нього генеалогій зводить рід османів до Ноя, інша — до Огуз-хана. Також Мехмед II підтримував версію про те, що його сім'я нібито походить від Комнінів.
До другої половини XIII століття на території Малої Азії існувало дві великі держави, у кожного з яких період розквіту був позаду. Візантійська імперія, яка вже пережила розпад після захоплення Константинополя в 1204 році на Латинську, Нікейську і Трапезундську імперії, тимчасово відродилася в 1261 році на зменшеній території. Конійський султанат, осколок Сельджуцької імперії, яка свого часу відвоювала у Візантії території, піддавався набігам монголів, поступово здаючи позиції. Під напором монголів в Анатолію з Середньої Азії перекочовували тюркські племена, серед яких було і плем'я кайи, яке, можливо, деякий час перебувало на службі у правителів Хорезму. Турецька історична традиція говорить, що Алаеддін Кей-Кубада заповів Ертогрулу удж на кордоні з Візантією у спадок.
Всі османські джерела переказують цю легенду в різних варіантах. Є різні описи передісторії цієї події. Відповідно до одного, невеликий підрозділ кайи (400—500 шатрів) на чолі з Ертогрулом, рятуючись від набігів монголів, вирушив у володіння сельджукского султана Алаеддіна Кей-Кубада і звернувся до нього за заступництвом . Згідно з іншим, відійшовши до Малої Азії, Ертогрул зі своїм загоном воїнів побачив на полі бою два невідомих йому загони воїнів. Порадившись зі своїми людьми, він по-лицарськи став на бік тих, що програвали, тим самим змінивши співвідношення сил і забезпечивши їм перемогу. Це були війська султана Алаеддіна Кей-Кубада, що билися з загоном монголів. Земельний наділ був нагородою Ертогрула від султана. При цьому Ертогрул дав зобов'язання відбивати напади Візантії, яка прагнула повернути ці землі, що раніше належали їй. Точний розмір земель, які перебували під контролем Ертогрула до моменту його смерті і були передані його синові, невідомий .

## Життєпис
Ертогрул, батько Османа, вів плем'я Кайі на захід в Анатолію під натиском монголів. Мати Османа звали Халіме-хатун. Під заступництвом сельджуків Рума, він заснував місто, відоме як Сьогют. Це місце розташування було сприятливе, оскільки багата Візантійська імперія на Заході була виснажена, а мусульманські сили на Сході були розщеплені після агресії монголів. Багдад був узятий Хулагу-ханом в 1258 році, в тому ж році, коли був народжений Осман.
Осман став вождем або беєм після смерті Ертогрула в 1281 році. У цей час найманці з усього ісламського світу прямовували в його царство, щоб боротися проти слабіючої православної імперії в надії розграбувати її. Тюркське військо постійно поповнювалося потоком біженців, що рятувалися від тюрко-монголів Хулагу. Багато з них були воїнами газавату або борцями за іслам. Вони вірили, що вони борються за поширення або захист ісламу.
Осман зайняв місце батька, коли йому було 24 роки. На той час він уже довів своє вміння лідера і воїна. Його ранні успіхи і подвиги, особливо історія залицяння за прекрасної Малхун Хатун і підкорення її серця — улюблена тема східних авторів. Ці оповіді були романтизовані поетичними пір'ям, проте записали їх в більш пізні роки. Османські автори надавали великого значення легендам про засновника їхньої імперії.
Османські історики часто докладно зупиняються на пророчому сенсі його імені, яке означає «той, хто б'є кістки», вказуючи на потужну енергію, з якою він і його послідовники показали себе в наступних століттях завоювання. Слово «Осман» також означає різновид стерв'ятника, якого часто називають королівським і вважають емблемою суверенітету і войовничої міці на Сході, порівняно з орлом в країнах Заходу. З іншого боку, ім'я Осман — турецький різновид мусульманського імені Отман або Утман.
Після смерті останнього нащадка Алаеддіна, якому Османська імперія була зобов'язана заснуванню в Малій Азії, не було нікого, хто міг би заперечувати панування Османа на всьому півострові, крім еміра Караманогуллари. Довга і жорстока боротьба за владу між нащадками Османа і династією Караманогулларів почалася за життя Османа і тривала під час правління багатьох його наступників. Сам Осман володів деякою перевагою над його караманським суперником, але слабкі і багаті володіння візантійського імператора на північному заході Малої Азії привертали його увагу більше, ніж рівнини Караману. Останні роки свого правління Осман присвятив підкоренню міст Візантії. Експансія на північний захід принесла йому чимало блискучих перемог.
Осман залишив значний слід в історії регіону. Його пам'ятають як засновника потужної імперії і одного з символів традиції газавату. Значна частина турецького народу називала себе османами (оттоманами) до розпаду Османської імперії.

## Військові перемоги

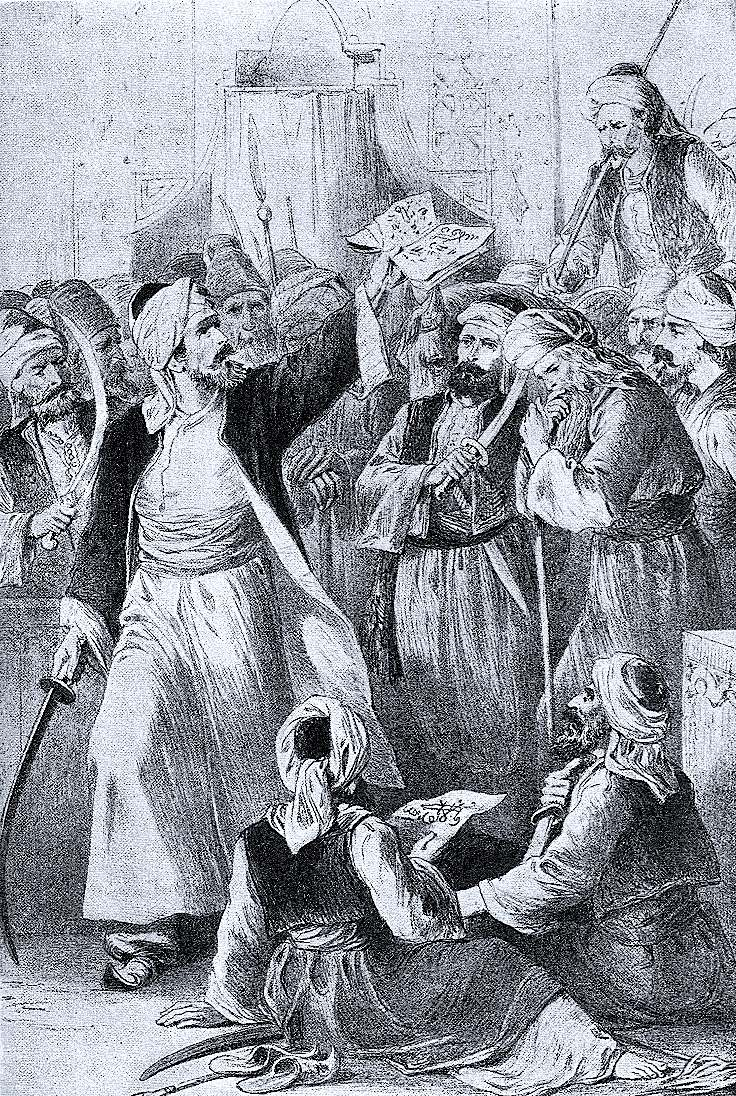
Осман І об'єднує народ для війни

У 1301 році після гучної поразки візантійських військ біля Нікеї, Осман почав переміщати свої сили ближче до областей Візантії. Велике число воїнів газавату, ісламських вчених і дервішів почали переселятися в області, керовані Османом. Мігранти склали більшу частину його армії. Прилив воїнів газавату і авантюристів різного походження в ці землі заохочували наступні османські правителі, звані «Султан Газі»
Стривожені зростанням впливу Османа візантійці стали поступово залишати сільську місцевість Анатолії і направляти свої зусилля на зміцнення флоту. Візантійським командуванням було прийнято рішення перешкодити переправі Османа в Європу і затримати його подальше просування на захід. Однак Осман продовжував натиск на захід і захопив візантійське місто Ефес на Егейському морі. Далі, при підтримці мігрантів, котрі рвонули на його територію, Осман I також просунувся в східному напрямку і захопив візантійські володіння на чорноморському узбережжі Анатолії.
Остання кампанія Османа, перед смертю від старості була направлена проти візантійців в місті Бурса, хоча Осман фактично не брав участі в битві. Перемога в Бурсі, як виявилося, була надзвичайно важливою для османів, оскільки місто послужило у зміцненні боротьби проти візантійців в Константинополі і стало новою столицею для сина Османа, Орхана.

## Родина
Відомо, що Осман одружився з дочкою шейха Едебалі, Рабія Бала Малхун Хатун у 1280 році. Рабія Бала була дочкою знаменитого праведника і вважається матір'ю Алаеддіна-паші i Орхана Газі. Колін Имбер вважав, що сина з ім'ям «Алаеддін-паша» у Османа не було. Имбер вказував, що вперше згадується син Османа у Оруджов і в Анонімній хроніці. Вони ж запозичили розповідь з незбереженої хроніки, написаної в 1422/23 році. Однак всі ці хроніки називали другого сина Османа «Алі-паша» . Колін показав, що розповідь про Алі-пашу є пізнім включенням в текст. Ім'я «Алаеддін» вперше з'являється у Ашікпашазаде, який переказує ту ж саму розповідь, що Орудж і Анонімна хроніка, але змінює ім'я синові Османа .
Крім Орхана і Алаеддіна хроніки називають синами Османа Чобана, Хаміда, Мелика, Пазарлу, Савджі і сина, чиє ім'я невідоме. Також у нього була дочка Фатьма. Матері цих дітей невідомі . Як припускає Узунчаршіли, Чобан і Хамід були названі в честь найвпливовіших анатолійських сучасників Османа I — тимчасового правителя держави Хулагуїдів еміра Чобан і правителя бейлика Хамідидів Фелекюддін Дюндар-бея . У Мелика і Пазарлу були дочки, а у сина, ім'я якого невідоме, троє синів. Чотири брати зафіксовані, як свідки в дарчим Орхана від 1324 року, брат Пазарлу згадується в хроніці Іоанна Кантакузина, як один з командирів в битві при Пелеканоне 1328 року .
Існує легенда про те, як Осман одружився. Він закохався в прекрасну дівчину, помітивши її випадково. Не поговоривши з її батьком, він послав до неї людину з пропозицією, але вона відмовила, «визнавши себе негідною або вирішивши, що це жарт». Тоді Осман її вкрав. Судячи з усього це дівчина з сім'ї з невисоким соціальним статусом, і Осман на момент одруження був дуже молодий. Ця дівчина не може бути дочкою бея, як Мал-хатун, або шейха, як Рабія. Можливо, мова йде ще про одну дружину Османа, прл хронологічно більш ранній його шлюб .

## Галерея

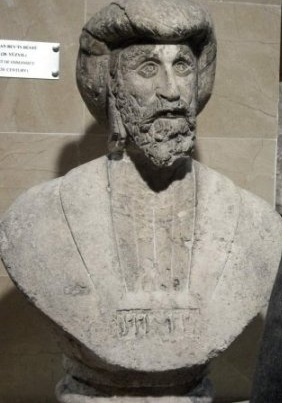
Бюст Османа (XIX століття в Стамбулі)
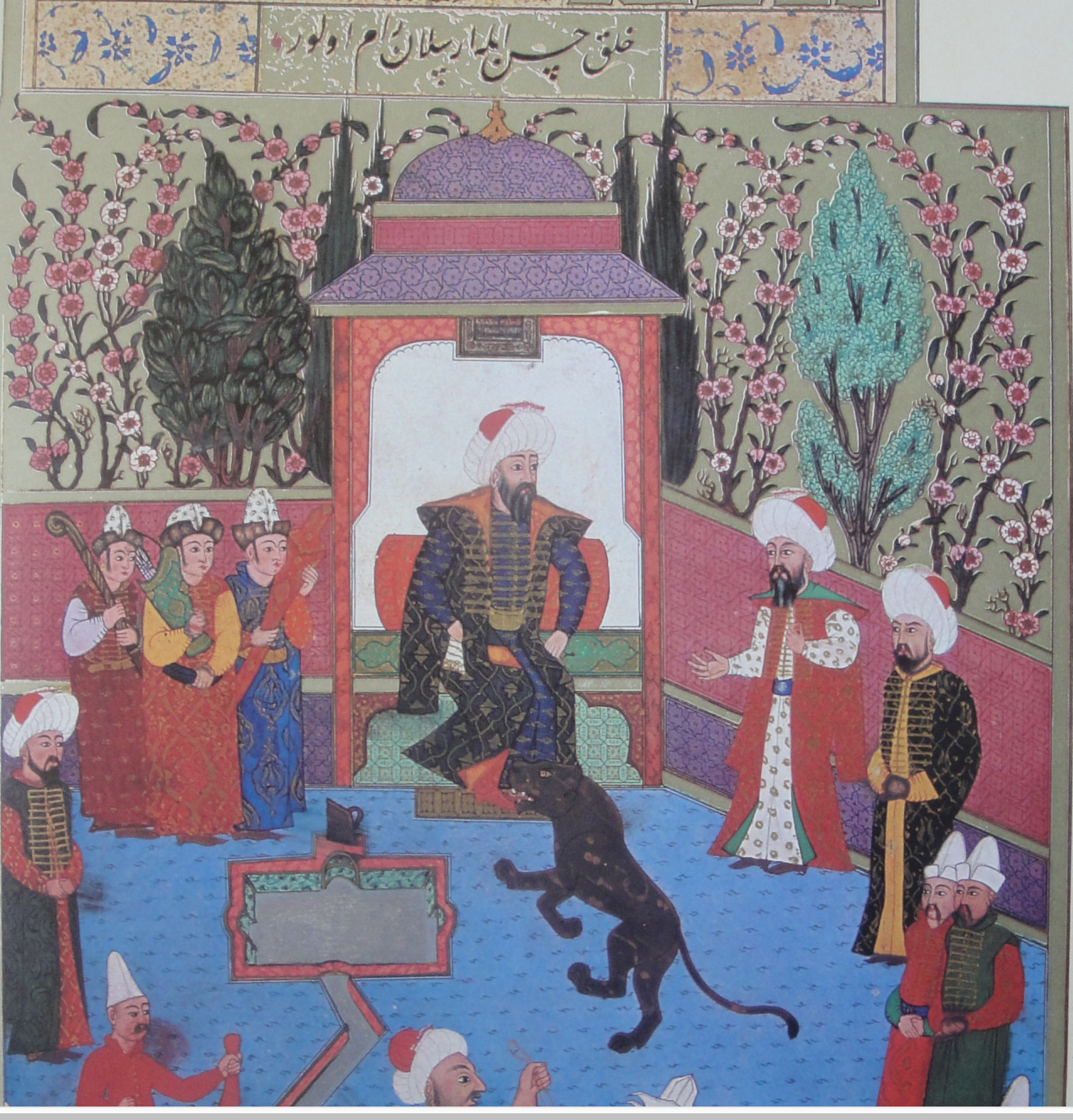
Присяга кайнів на вірність Осману після смерті Ертогрула
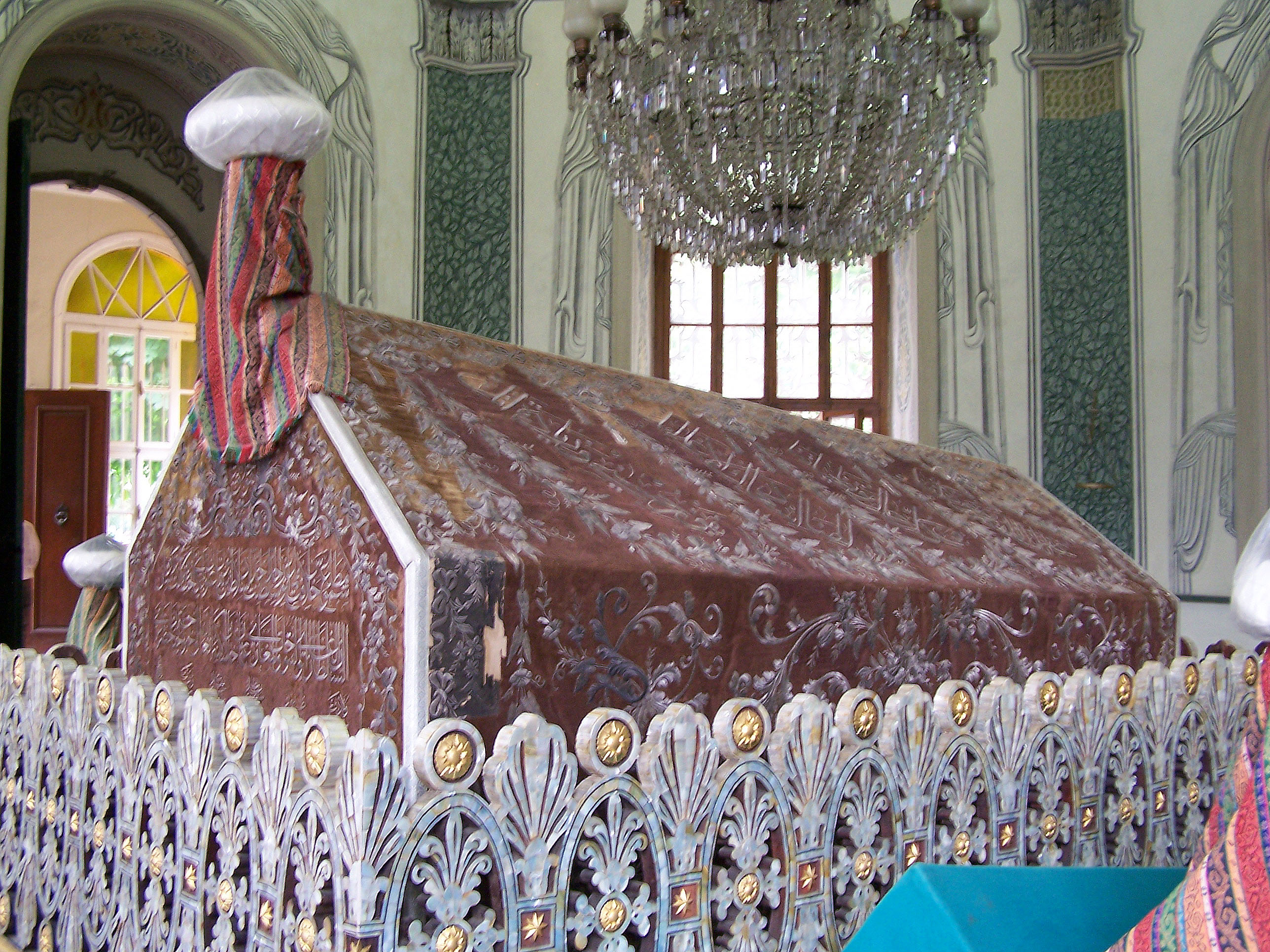
Тюрбе Османа І в Бурсі
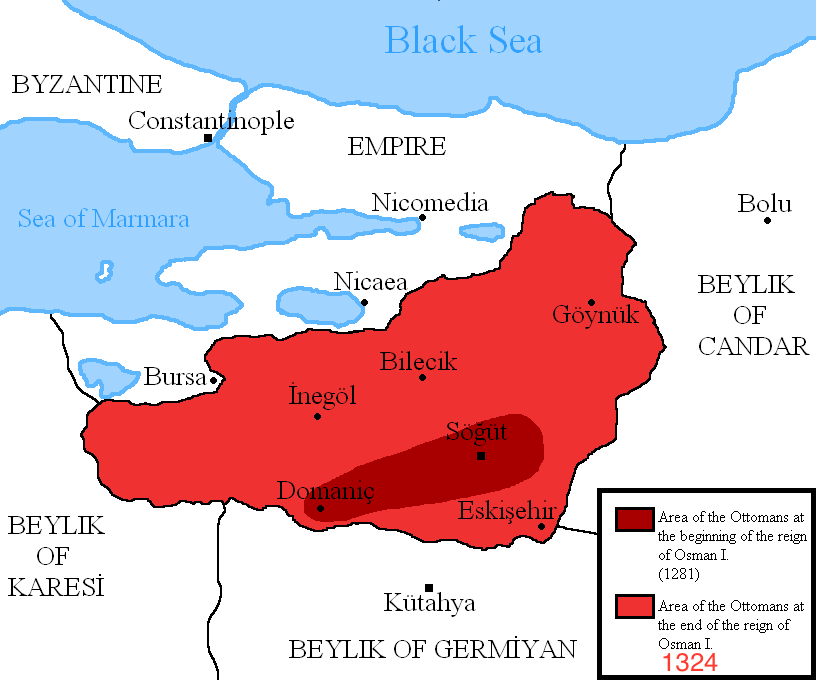
Території Анатолії, які підконтрольні на кінець правління Османа